# 兵隊やくざ
『兵隊やくざ』（へいたいやくざ）は、1965年（昭和40年）製作・公開の日本の長篇劇映画である。増村保造監督。本作を皮切りにシリーズ化した。

## 略歴・概要
1962年（昭和37年）に勝新太郎を主演に『座頭市物語』を製作、大ヒットを生んだ大映京都撮影所のプロデューサー久保寺生郎が、1965年（昭和40年）、同じく勝を主役に、古巣の大映東京撮影所で、増村保造を監督に製作したのが本作、『兵隊やくざ』である。原作は有馬頼義の『貴三郎一代』。
本作で、田村高廣が翌1966年（昭和41年）の第16回ブルーリボン賞で最優秀助演男優賞を受賞した。
本作もまたヒットを生み、『座頭市』同様にシリーズ化された。シリーズ第9作『新兵隊やくざ 火線』は、大映が前年末に倒産したため、勝プロダクションの製作で、東宝が配給した。

## ストーリー
第二次世界大戦中の1943年（昭和18年）、舞台はソビエト連邦との国境に近い満州の「孫呉の丘」。関東軍の4万の兵力を誇る部隊が駐屯していた。そこへ送られてきた新兵の中に、大宮貴三郎（勝新太郎）という浪花節語りになれずやくざで用心棒をやっていた男がいた。中隊人事掛の准尉が大宮の寝台戦友すなわち指導係に任命したのが、三年兵の有田上等兵（田村高廣）であった。彼は名家の出身で大卒のインテリであり、軍隊に長居せず早期に帰郷するという目的で、幹部候補生試験を故意に落第したという男であった。
大宮は新兵であるにもかかわらず我が道を行く傲慢さと強靭な肉体で古参兵たちの反感を買い、風呂場で歩兵の新兵たちに難癖を付けてきた砲兵の二年兵たちをひとりで叩きのめす。報復のため、腕に自信のある砲兵隊の乙種幹部候補生・黒金伍長（北城寿太郎）は、大学で励んでいた拳闘で彼を痛めつけた。しかし、入営年次が上の兵隊である有田が駆け付け、これは制裁ではなく二人の間の私闘であると宣言、大宮に反撃を許したことで形勢は逆転、黒金は指の骨をすべて折られてしまう。
大宮は自分を助けてくれ、下級者を殴ったこともない有田を慕う。腕っぷしの強い彼も全師団合同大演習の場で、完全装備の強行軍には耐えきれず、三日後に落伍。大宮は彼に付き添い、近道をして中隊の野営地にたどり着く。軍曹に昇進していた黒金に遭遇した有田は大宮の件の報復として暴行を受け、憤慨した大宮は翌朝の呼び出しに応じて砲兵たちに取り囲まれる。有田が呼び寄せた歩兵の三年兵たちが砲兵たちを牽制する中、大宮は一対一の勝負で黒鉄を再度倒す。演習後に隊は外出禁止の罰を食らうが、大宮はあろうことか公用を装って兵舎を脱走し、将校専用の芸者屋に乗り込み、海千山千の音丸（淡路恵子）と遊ぶのであった。准尉は連れ戻された大宮に徹底的な制裁を加えるよう有田に命じ、意を決した有田は竹刀を手にするが、結局一発叩いただけで見逃す。すると大宮はみずからの顔をレンガで何度も強打し、有田が監督責任を問われないように計らうのだった。
そんな中、炊事場に食缶を戻しに行った兵が洗浄不足を指摘され、班長以下の炊事班員から暴行を受けたうえに恋人からの手紙を破られ、ついに銃と実弾を持って脱走するという事件が起きる。隊が総出で捜索に出る中、大宮が呼びかけたことが逆効果となり、脱走兵は銃で自殺を遂げた。入営前にやくざ者を殺した過去を持つ大宮は、これが彼にとって二人目の殺人だと悔やむ。大宮は炊事場に殴り込みをかけるが、事態が明るみになることをおそれる炊事班長はいったんその場を穏やかに収める。後日呼び出された大宮は炊事兵たちに取り囲まれる。有田は炊事班長が大規模な物資横流しに手を染めていることを突き止め、集団暴行の現場に駆け付けると、大宮と炊事班長との一騎打ちに持ち込む。大宮は銃剣を持ち出した炊事班長を倒し、これが三人目だと突き殺そうとするが、寸前で有田に制止される。
やがて戦況は悪化、有田たち古兵が満期除隊する可能性は消え、大宮を含めた一部の将兵に南方部隊への異動が命じられた。有田と離れることがつらい大宮は、規則を犯せばこの地に留まれると考え、またしても無断外出し、迎えに来た有田に敢えて暴行を加え自ら営倉に入った。大宮の意図に気付いた有田は、規定の食事を営倉へ届ける際に肉やタバコも差し入れるのだった。
結局、本隊全体が南方へ転進することとなった。大宮はいまこそ有田に恩返しだと脱走計画を明かし、有田も合意。二人は音丸の協力を得て拳銃や支那服を手に入れる。そして乗り込んだ軍用列車が走行中、ひそかに席を立ち、デッキで声を掛けてきた憲兵を車外へ放り出し、機関車へ乗り移って客車を切り離す。脱いだ軍装を火室へ放り込んだ有田と大宮を乗せた機関車だけが、満州の地をどこまでも走り抜けていくのだった。

## スタッフ・作品データ
- 製作 : 永田雅一
- 企画 : 久保寺生郎
- 監督 : 増村保造
- 脚本 : 菊島隆三
- 原作 : 有馬頼義『貴三郎一代』 ISBN 4769821468
- 撮影 : 小林節雄
- 音楽 : 山本直純
- 美術 : 下河原友雄
- 録音 : 飛田喜美雄
- 照明 : 渡辺長治
- 編集 : 中静達治
- 助監督 : 崎山周
- スチール : 薫森良民
- 製作主任 : 上嶋博明
- 制作プロダクション : 大映東京撮影所
- 配給 : 大映
- 製作国 :  日本
- 上映時間 : 102分
- 形式 : 白黒映画 - 35ミリフィルム（2.35:1, 大映スコープ） - モノラル録音

## キャスト
- 大宮貴三郎 - 勝新太郎
- 有田上等兵 - 田村高廣
- みどり - 滝瑛子
- 音丸 - 淡路恵子
- 憲兵 - 成田三樹夫
- 黒金伍長 - 北城寿太郎
- 石上軍曹 - 早川雄三
- 阿部軍曹 - 仲村隆
- 白井上等兵 - 藤山浩二
- 衛兵司令 - 夏木章
- 木下一等兵 - 蛍雪太朗
- 野木二等兵 - 森矢雄二
- 八束二等兵 - 渡辺鉄弥
- 炊事兵 - 九段五郎
- 中沢准尉 - 内田朝雄
- 桃中軒梅竜 - 山茶花究
- 衛兵 - 佐藤八郎
- おくま - 村田扶実子
- 「いろは」の用心棒 - 谷謙一
- 助手 - 佐山真次
- 中隊長 - 網中一郎

## シリーズ
1. 『兵隊やくざ』 : 監督増村保造、1965年
2. 『続・兵隊やくざ』 : 監督田中徳三、1965年
3. 『新・兵隊やくざ 』 : 監督田中徳三、1966年
4. 『兵隊やくざ 脱獄』 : 監督森一生、1966年
5. 『兵隊やくざ 大脱走』 : 監督田中徳三、1966年
6. 『兵隊やくざ 俺にまかせろ』 : 監督田中徳三、1967年
7. 『兵隊やくざ 殴り込み』 : 監督田中徳三、1967年
8. 『兵隊やくざ 強奪』 : 監督田中徳三、1968年
9. 『新兵隊やくざ 火線』 : 監督増村保造、1972年 - 本作のみカラー作品、大映倒産後に制作され、勝プロ製作・東宝配給

- 第1作『兵隊やくざ』 - 第8作『兵隊やくざ 強奪』はVHSやDVDが発売されている。
- 制作・配給会社が異なる第9作『新兵隊やくざ 火線』は、1980年代初頭に東宝ビデオから業務用途向けのVHS（TG0455-V）が発売されたのみで、その後一切再発売されていなかったが、2020年11月にDVDが発売された[2]。